# Cushamen
Cushamen è un comune dell'Argentina ed è situato nel dipartimento di Cushamen, in provincia di Chubut. È capoluogo dell'omonimo dipartimento.